# Marseille-i metró
A Marseille-i metró (franciául: Métro de Marseille, [metʁo d(ə) maʁsɛj]) egy metrórendszer, amely a franciaországi Marseillet szolgálja ki. A rendszer két vonalból áll, amelyek részben föld alatt haladnak, 31 állomást szolgálnak ki, és teljes hossza 22,7 kilométer. Az 1-es vonal 1977-ben nyílt meg, majd 1984-ben a 2-es vonal. Két állomás, Saint-Charles és Castellane, biztosítja az átszállást a vonalak között.
A rendszer MPM 76 vonatai a RATP által a párizsi metró egyes vonalaihoz kifejlesztett gumiabroncsos metrótechnológiát használják. 2012-ben a marseille-i metró körülbelül 76,7 millió utast szállított, így a marseille-i városi közlekedési hálózat központi elemévé vált, az utazások 49%-a metróval történt. 1986 óta a Régie des transports métropolitains (2016-ig Régie des transports de Marseille) üzemelteti a hálózatot, mióta az Aix-Marseille-Provence Metropolis nevében megváltoztatta a nevét.

## Vonalak

### 1-es vonal
La Rose – Frais Vallon – Malpassé – Saint-Just – Chartreux – Cinq Avenues – Réformés – St-Charles – Colbert – Vieux Port – Estrangin – Castellane – Baille – La Timone – La Blancarde – Louis Armand – Saint-Barnabé – La Fourragère

### 2-es vonal
Bougainville – National – Désirée Clary – Joliette – Jules Guesge – St-Charles – Noailles – Notre Dame du Mont/ Cours Julien – Castellane – Périer – Rond-Point du Prado – Ste-Maguerite Dromel

## Tervezett fejlesztések
2019 decemberében megnyitották a 2-es vonal 900 méter hosszú meghosszabbítását Capitaine Gèze felé, a jelenlegi végállomás, Bougainville északi részén. Az új Capitaine Gèze állomáson buszpályaudvar és parkoló is lesz. Ez a rövid hosszabbítás a jelenleg a Zoccola depóhoz vezető meglévő szervizvágányokat fogja újrahasznosítani. A költségeket 85 millió euróra becsülik.
2012-ben azt tervezték, hogy az MPM76 sorozatú járműparkot 2020-tól kezdődően lecserélik.
Az Alstom által gyártott új járműparkot 2024 végén fokozatosan vezetik be, és először mozdonyvezetővel, majd az összes régi vonat cseréje után teljesen automatikusan fogják üzemeltetni. Az új járműpark nyitott átjárókkal rendelkezik, és 90 másodperces gyakorisággal fog közlekedni. Az állomások mindegyike peronajtókkal lesz felszerelve, és akadálymentesítik őket.
A 2-es vonal 15 km-es meghosszabbítása a La Pomme vasútállomásig 2030-2035 között tervezett. Ez a meghosszabbítás 6 új állomást fog magában foglalni.
Több más hosszú távú meghosszabbítás is tervben van, többek között a 2-es vonal északi meghosszabbítása és egy harmadik vonal. A költségeket 185 millió euróra becsülik.

## Képek

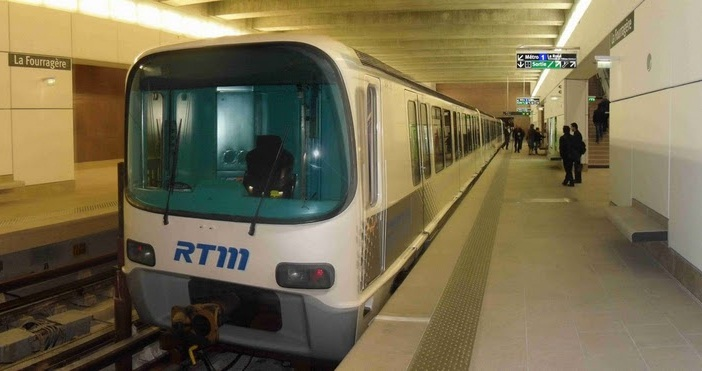
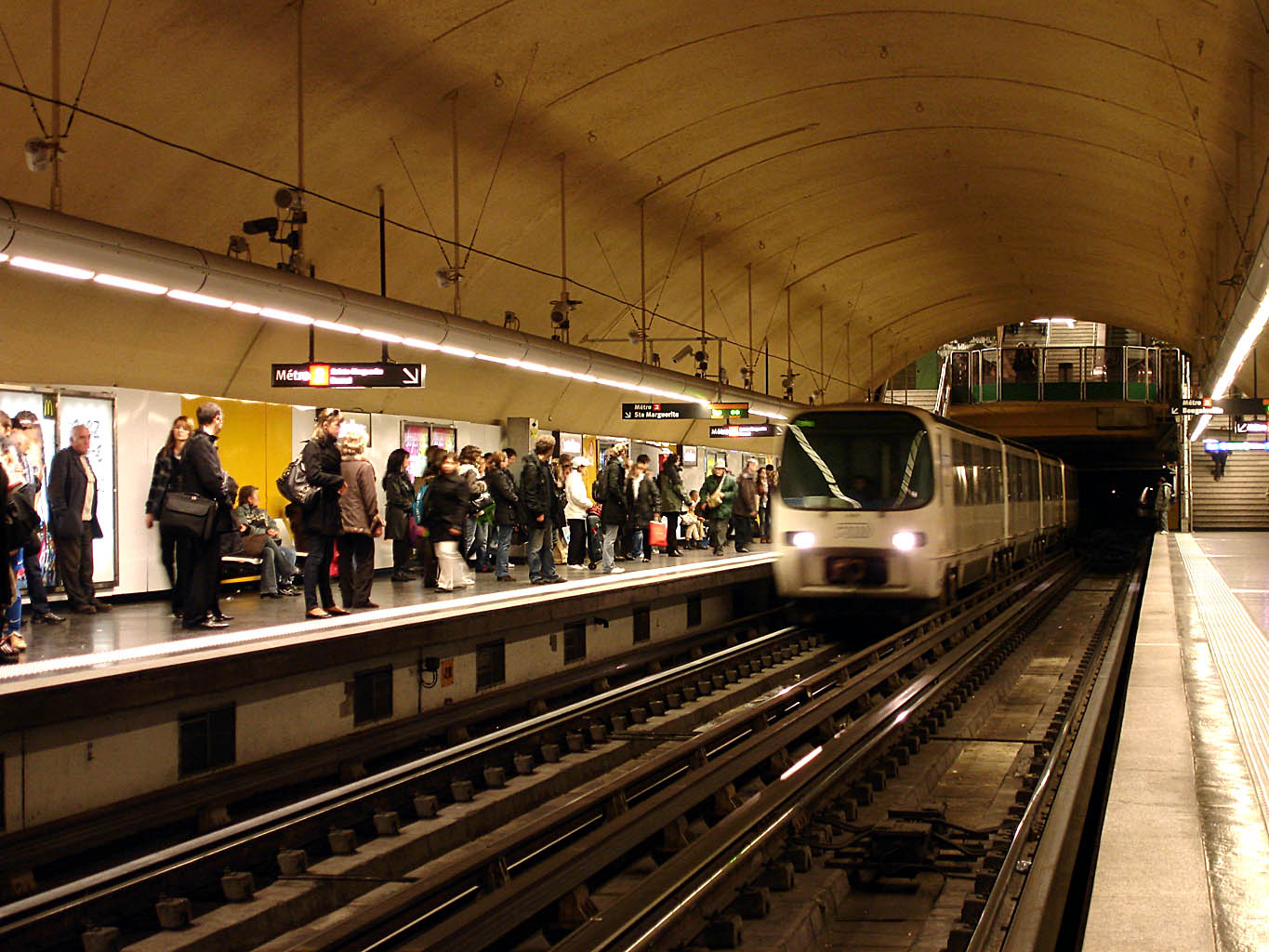
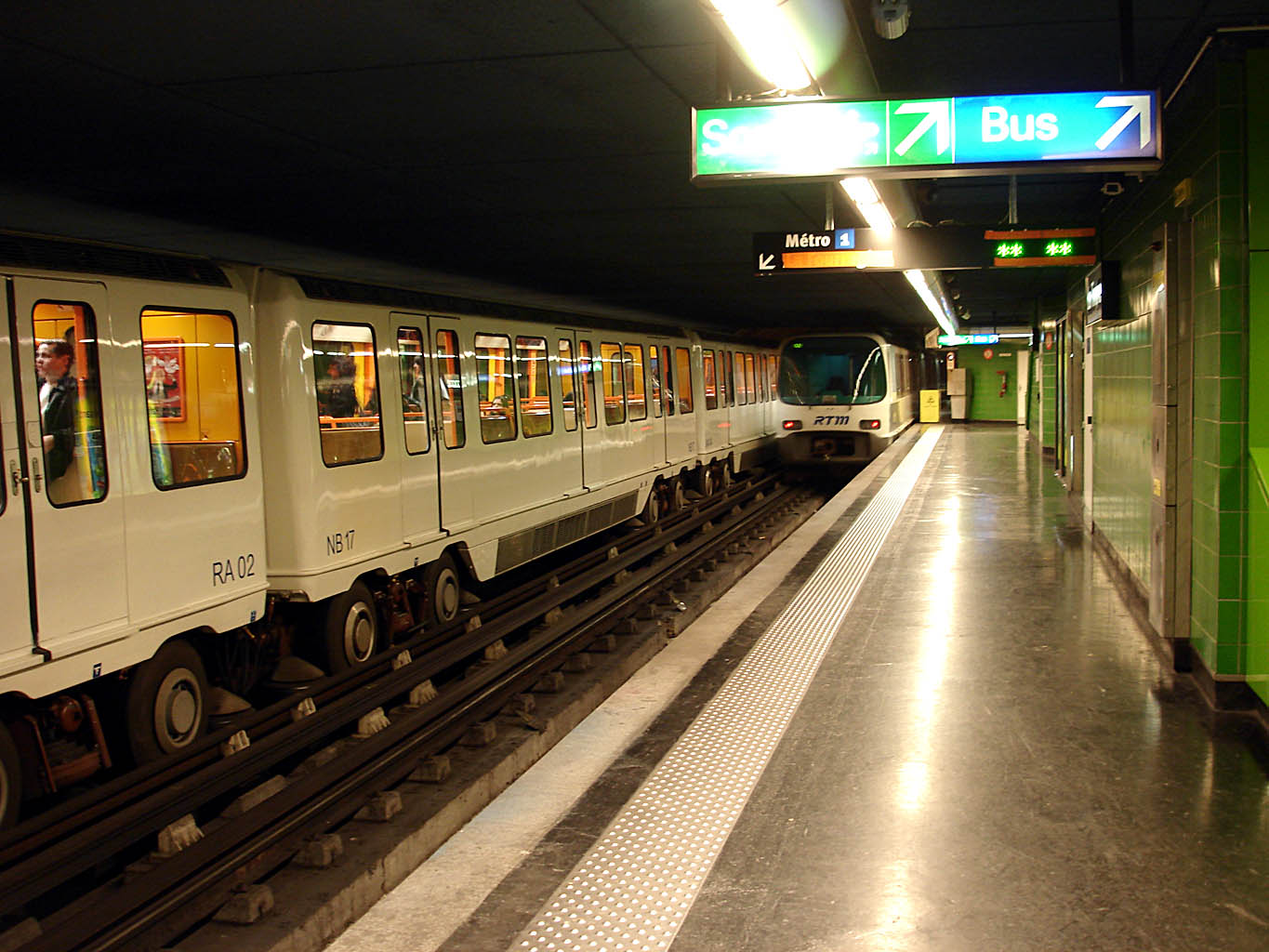
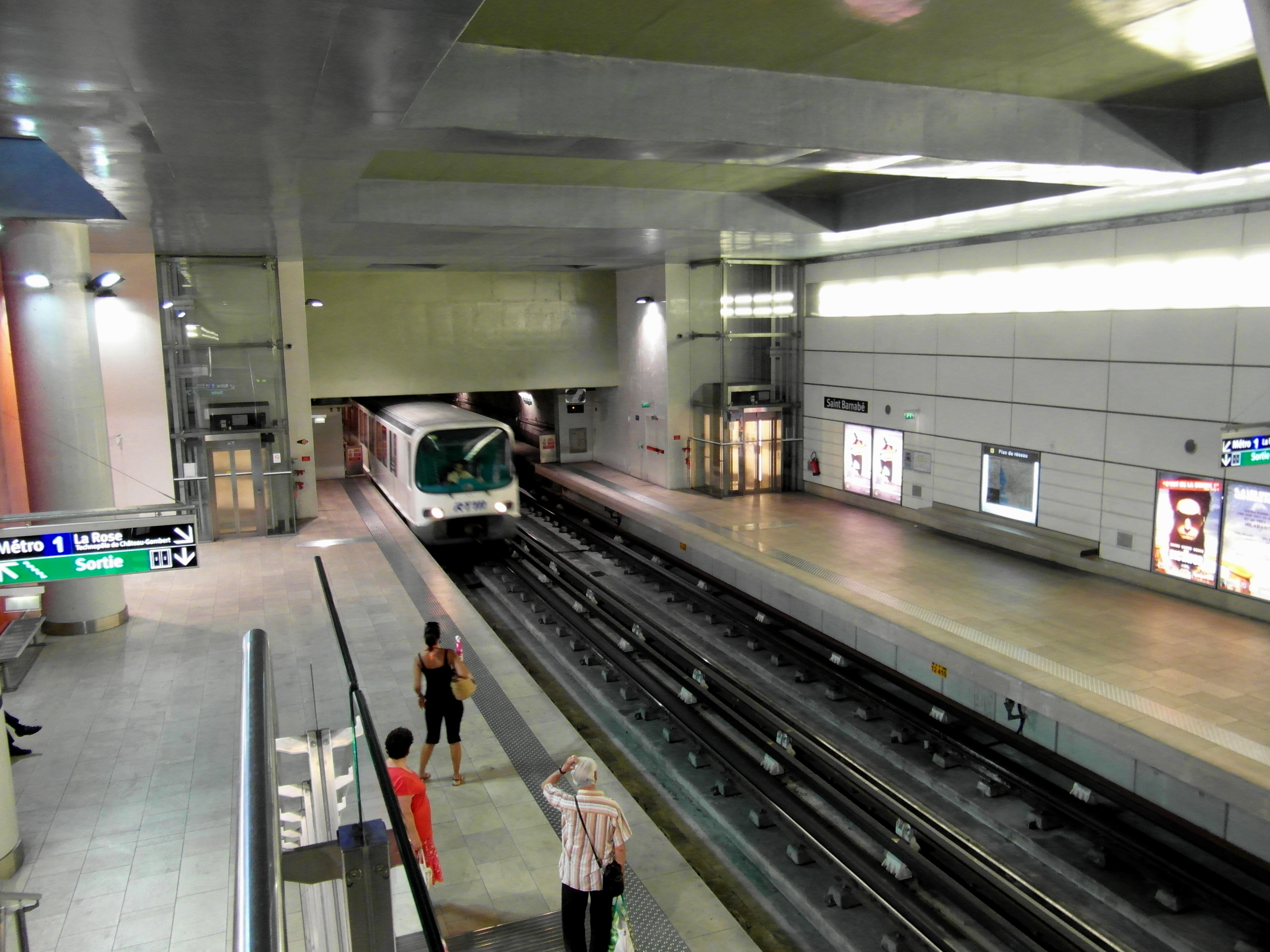
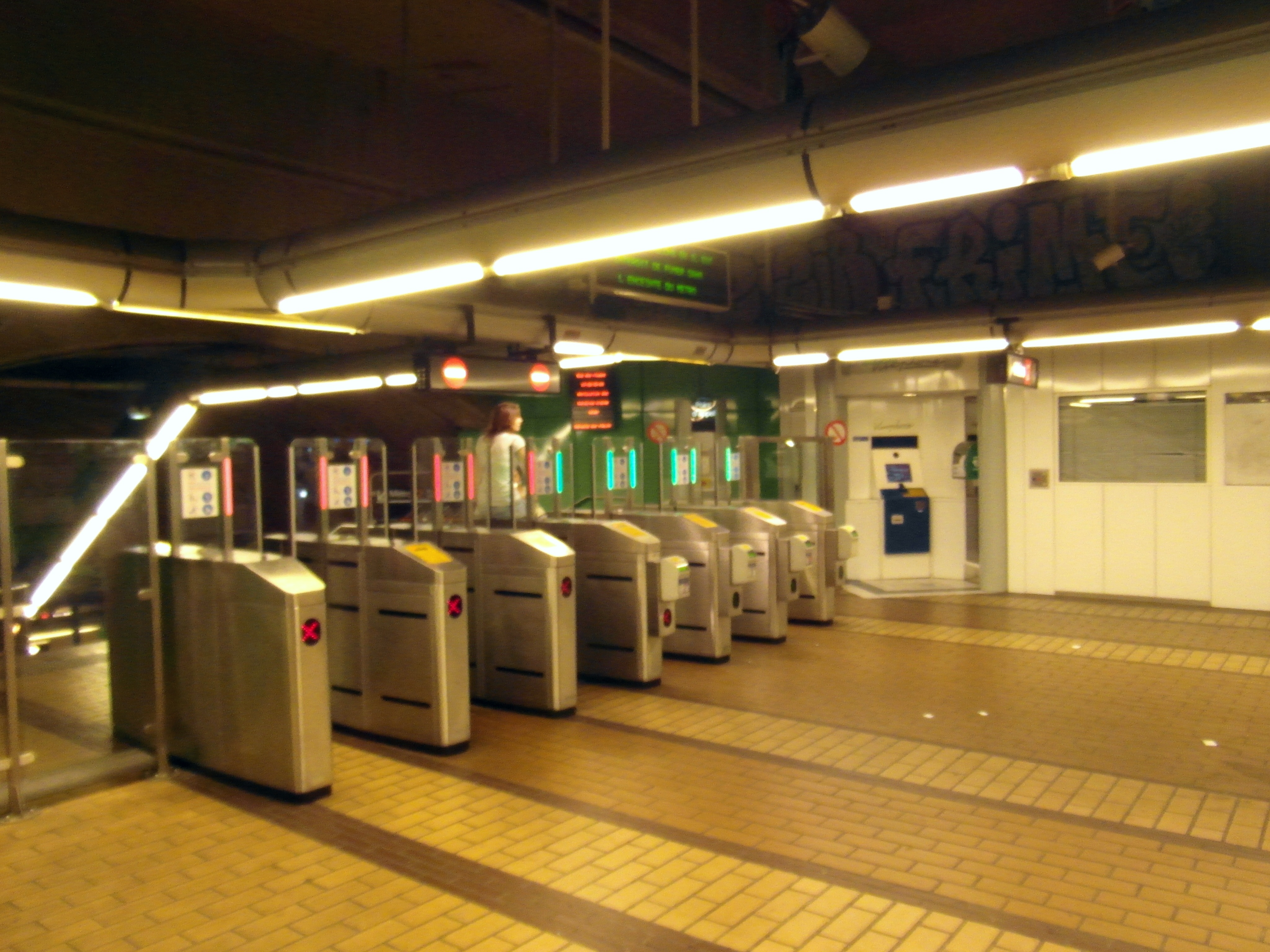

## Forgalom
Az utasforgalom az elmúlt években az alábbi módon változott:
| Utasok száma | 76 700 000 | 75 900 000 | 76 200 000 |
|              | 2012       | 2016       | 2018       |